# Roskilde Handelsskole
Roskilde Handelsskole er en handelsskole, der er beliggende i udkanten af Roskilde.